# Первое сражение при Винчестере
Первое сражение при Винчестере (англ. First Battle of Winchester) произошло 25 мая 1862 года на территории округа Фредерик, штат Виргиния, в годы американской гражданской войны. Оно стало одной из первых крупных побед армии Конфедерации под командованием Джексона «Каменная стена» во время Кампании в Долине Шенандоа.

## Предыстория
В мае 1862 года федеральная армия генерала Натаниэля Бэнкса стояла в долине Шенандоа, в Страсберге и Фронт-Рояль. 23 мая армия Томаса Джексона атаковала Фронт-Рояль и разбила расквартированный там федеральный отряд (Сражение при Фронт-Ройале). Захват этого города позволил южанам атаковать фланг и тыл позиций Бэнкса, поэтому Бэнкс приказал немедленно отступать к Винчестеру. Он отправил вперёд обозы, за ними отправил бригаду Донелли, а в арьергарде шла бригада Джорджа Гордона. Утром 24 мая колонна Бэнкса была атакована кавалерией противника около Миддлтауна, что вызвало панику в штабе: у командование сложилось представление, что они отрезаны от Винчестера и окружены(коззенс 322). Однако, атака у Миддлтауна была отбила и колонна отступила к Ньютауну.
Джексон преследовал противника всю ночь, и разрешил своим измотанным солдатам поспать всего несколько часов перед рассветом. Бэнкс развернул свои силы у Винчестера, чтобы задержать наступление конфедератов. В его распоряжении имелись две бригады пехоты под командованием Дадли Доннелли и Джорджа Гордона, смешанная бригада кавалерии Джона Хэтча и 16 орудий. Бригада Гордона разместилась на правом фланге на холме Боверс-Хилл, упираясь флангом в дорогу. Её поддерживала артиллерийская батарея. В центре на Кэмп-Хилл стояла кавалерия и два орудия. Бригада Доннелли стояла слева дугой со всей остальной артиллерией — она прикрывала фронтрояльскую и миллвудскую дороги. Ранним утром стрелковая цепь конфедератов начала наступление, оттеснив пикеты противника.

## Сражение
Ночью четырёхбригадная дивизия Ричарда Юэлла достигла Буффало Лик. На рассвете он развернул свои бригады по обеим сторонам фронтрояльской дороги и двинулся на федеральный левый фланг. Солдаты Доннелли, укрывшиеся за каменной стеной, открыли по его линиям убийственный винтовочный огонь, от которого особенно пострадал 21-й северокаролинский полк. Бригады Юэлла отошли, затем перегруппировались и подтянули артиллерию. Через час они повторили атаку, на этот раз несколько полков были направлены в обход для одновременной фланговой атаки. Доннелли отвел свою бригаду ближе к городу. В это время бригада Исаака Тримбла начал фланговый манёвр, угрожая левому флангу и тылу федеральной армии.
Одновременно с наступлением Юэлла на фронтрояльской дороге Джексон повёл вперёд «бригаду каменной стены» по дороге Вэллей-Пайк. Они двинулись вперед на рассвете, в густом тумане, по левой стороне дороги. Джексон быстро установил артиллерию на высоте, чтобы она могла открыть огонь по федеральным батареям на Броверс-Хилл, до которого было менее мили. Федеральные снайперы, рассеявшись вдоль берега реки Абрамс-Крик, незамедлительно начали отстреливать артиллеристов. Бэнкс выдвинул артиллерию дальше вправо, чтобы открыть анфиладный огонь по батареям противника, и перебросил на правый фланг дополнительные пехотные части. Джексон подтянул оставшуюся свободную артиллерию и начал артиллерийскую дуэль.
И в этот момент возникла угроза левому флангу армии Джексона. Чтобы предотвратить эту опасность, Джексон развернул у Абрамс-Крик луизианскую бригаду Ричарда Тейлора и добавил к ней два полка из бригады Уильяма Тальяферро. Тэйлор выдвинулся на позиции против федерального правого фланга и атаковал Броверс-Хилл. Эта атака удалась. Федеральная оборона на правом фланге рассыпалась, солдаты начали отходить в город. Оба фланга федеральной армии теперь отступали — часть уходила по улицам Винчестера, часть по дороге Вэллей-Пайк. Солдаты-южане были настолько измотаны круглосуточными маршами, что практически не преследовали противника. И все же много солдат-северян попало в плен. Кавалерия Тернера Эшби была настолько дезорганизована во время боев 24 мая, что не смогла принять участия в бою и преследовании.

## Последствия
Первый Винчестер стал главной победой в той кампании Джексона. Его войска продемонстрировали несколько изящных тактических решений — например, к таковым относятся действия бригады Юэлла. Атака Тэйлора на Боверс-Хилл стала образцовым примером бригадного маневрирования для военных историков.
В стратегическом смысле это сражение сорвало наступательные планы Союза — они вынуждены были отложить наступление на Ричмонд и перебросить войска в долину Шенандоа для защиты Вашингтона.
Однако 17-тысячная армия Джексона продвинулась далеко на север и оказалась между трех армий противника: с севера находился Бэнкс с 7 тысячами, на западе — Фремонт с 17 тысячами, на востоке — генерал Шилдс с 20 тысячами. Попытка этих федеральных армий окружить Джексона привела к сражению у Порт-Репаблик.